# Gerboise de Vinogradov
Allactaga vinogradovi
Espèce
Statut de conservation UICN

 NT  : Quasi menacé
La Gerboise de Vinogradov (Allactaga vinogradovi) est une espèce de la famille des Dipodidés. Cette gerboise se rencontre au Kazakhstan, Kirghizistan, Tadjikistan et Ouzbékistan. L'espèce est considérée comme étant presque en danger par l'Union internationale pour la conservation de la nature (UICN).